# 原優寧
原 優寧（はら ゆうね、2001年〈平成13年〉11月23日 - ）は日本のアイドルであり、女性アイドルグループSKE48チームSのメンバー。
福岡県出身。ゼスト所属。

## 略歴
2022年
- 3月3日 - SKE4811期生オーディションに合格し、加入。
- 4月5日 - SKE48劇場で11期生としてお披露目される[2]。

2023年
- 7月5日発売のSKE48の31stシングル『好きになっちゃった』で初選抜に選出される[3]。

2024年
- 4月21日 -「SKE48 28時間テレビ2024～挑戦～」において、チームSへの昇格が発表される[4]。
- 5月20日 - チームSとしての活動を開始。
- 9月12日 - 自身初の冠番組である「SKE48 ゆうねと千成工業がものづくりやってみた」が愛知北エフエム放送で放送開始される[5]。

## 人物
- 愛称は「ゆうね」[1]
- 特技は指の第一関節が曲がる、バルーンアート[1]
- 逃走中の大ファンで[6]、実際に予選会に参加するも本選には進めなかった[7]。
- 高校では裏方志望で演劇部に加入した[8]。
- それもあって大学では建築を学んでいた[9]。

### SKE48
- キャッチフレーズは「福岡県から来た建築ガール原優寧です！」を使用している[1]。
- 目標としているメンバーは板野友美、SKE48で憧れているメンバーは江籠裕奈である[10]。
- 最初は一度SKE48に入るのを辞退したものの、親の後押しもあって撤回しSKE48に加入することとなった[8]。
- 大学3年生以降は九州と名古屋を往復する生活を送っており、大学1年の時に貯めていたアルバイト代を使い果たすほどだった[9]。

## SKE48での参加曲

### シングル選抜曲
- 「絶対インスピレーション」に収録
  - New Ager（センター）
- 好きになっちゃった
  - 君の瞳に感電中 - 研究生名義（センター）
- 愛のホログラム
  - Beautiful - 研究生名義（センター）
- 「告白心拍数」に収録
  - 言えなくてタコス - Team S名義
- 「Tick tack zack」に収録
  - Unlimited - Team S名義

### 劇場公演ユニット曲
チームS 7th Stage 「愛を君に、愛を僕に」
チームS 8th Stage「僕の太陽」

## 出演

### ラジオ
- SKE48 ゆうねと千成工業がものづくりやってみた（2024年9月12日 - 2025年2月27日、愛知北エフエム放送）

### CM・広告
- アズビル（SKE48の未完全TVとのタイアップ）[11]
- 高松建設[12]